# 황소희
황소희(1986년 6월 12일 ~ )는 대한민국의 모델이자 배우 겸 방송인이다.

## 학력
- 이화여자대학교 사회학과

## 출연작

### 드라마
- 《마이 시크릿 호텔》 (2014년, tvN) - 주정은 역
- 《최고의 연인》 (2015년, MBC) - 백강미 역
- 《내성적인 보스》 (2017년, tvN) - 이 대리 역
- 《사랑, 기억에 머물다》 (2018년, 웹드라마) - 서희 역
- 《다르게 적히는 연애》 (2018년, 웹드라마) - 황소희 역
- 《열두밤》 (2018년, 채널A) - 세정 역

### 영화
- 《성난 변호사》 (2015년) - 하유리 역
- 《비정규직 특수요원》 (2017년) - 지하철 여승객 역

### 방송
- 《팔로우 미》 (2012년, FashionN)
- 《겟 잇 스타일》 (2013년, On Style)
- 《tvN eNEWS》 (2014년, tvN)
- 《LIFE 마니아》 (2015년, YTN 웨더&라이프)
- 《스타그램》 (2015년, SBS Plus)